# Tomaso Montanari
Tomaso Montanari (Firenze, 15 ottobre 1971) è uno storico dell'arte e saggista italiano, rettore dell'Università per stranieri di Siena dal 2021.

## Biografia
Dopo aver frequentato il liceo classico Dante di Firenze, ha studiato alla Scuola Normale Superiore di Pisa, dove è stato allievo di Paola Barocchi. Si è laureato nel 1994 in lettere moderne all'Università di Pisa e ha conseguito nel 1998 il perfezionamento in discipline storico-artistiche presso la Scuola Normale. Specialista di storia dell'arte barocca, è professore ordinario di Storia dell'arte moderna all'Università per stranieri di Siena, dopo aver insegnato all'Università della Tuscia, a Roma Tor Vergata e alla Federico II di Napoli. 
È presidente del Comitato tecnico scientifico per le Belle Arti del Ministero della cultura (a cui appartiene per nomina del Consiglio universitario nazionale). È membro del Comitato scientifico degli Uffizi. È membro della redazione della rivista scientifica Prospettiva, nonché membro della giuria del Premio Sila. Scrive su Il Fatto Quotidiano e su Il Venerdì di Repubblica tiene la rubrica Ora d'Arte.
Ha scritto anche sul Corriere del Mezzogiorno; dal novembre 2014 all'agosto 2018 su la Repubblica, sul cui sito ha tenuto il blog Articolo 9. Fino al 2013 ha scritto anche per il Corriere Fiorentino, il dorso locale del Corriere della Sera, col quale ha interrotto la collaborazione per incompatibilità con «la linea del giornale» (dalla lettera del direttore Paolo Ermini pubblicata per esteso da Montanari in Cassandra muta). La rottura è stata causata dalla pubblicazione di un capitolo assai critico nei confronti dell'allora sindaco di Firenze Matteo Renzi nel libro Le pietre e il popolo (2013).
Il 17 settembre 2018 ha inaugurato una rubrica settimanale, titolata Le pietre e il popolo, su Il Fatto Quotidiano del lunedì, per il quale è tornato a collaborare, riaprendo il suo blog. Tra il giugno 2015 e il giugno 2018 ha anche tenuto un blog sulla versione italiana de L'Huffington Post. Tema privilegiato della sua scrittura è la denuncia del degrado e dell'incuria in cui versa il patrimonio artistico e storico italiano, a cui Montanari aggiunge un nuovo tema: il suo sfruttamento economico e commerciale, riservato a una nicchia ben collaudata di poteri opachi. La reazione di Montanari è quella di opporre un nuovo sguardo alle arti, riconoscendone la loro funzione di civilizzazione da mettere a disposizione del pubblico più vasto.
Ha vinto il Premio Giorgio Bassani di Italia Nostra (novembre 2012) e ha ricevuto dal Presidente della Repubblica Italiana Giorgio Napolitano l'onorificenza di Commendatore «per il suo impegno a difesa del nostro patrimonio» (marzo 2013), è stato membro della Commissione per la riforma del Ministero per i beni culturali istituita dal ministro Massimo Bray nel settembre 2013. Ha ideato e condotto il programma televisivo La libertà di Bernini su Rai 5, in 8 puntate; e La vera natura di Caravaggio, 12 puntate che ripercorrono la vicenda biografica e artistica del pittore lombardo. In seguito ha condotto, sempre su Rai 5, I silenzi di Vermeer e Velazquez. L'ombra della vita (2018 e 2019). L'impegno televisivo lo ha visto anche alla conduzione di Favole forme figure per Loft, la tv del Fatto Quotidiano.
È stato membro del consiglio nazionale di Italia Nostra. Ha contribuito a fondare e ha coordinato il forum Emergenza Cultura. Nel giugno 2016 è diventato consigliere speciale di Lorenzo Falchi (Sinistra Italiana), eletto sindaco del comune di Sesto Fiorentino. Nello stesso mese ha rifiutato la proposta di Virginia Raggi di far parte della giunta comunale di Roma Capitale, nel ruolo di assessore alla cultura. Si è reso disponibile a far parte di un board di consiglieri per la cultura della medesima giunta, ma la cosa non ha avuto alcun seguito. Come membro del Comitato per il no, tra l'estate e l'autunno del 2016 ha svolto attivamente campagna per il no al referendum costituzionale sulla riforma proposta dal Governo Renzi. Su questo ha scritto il free e-book Così No.
Nel 2016 ha espresso posizioni vicine al movimento No Cav schierandosi a favore della tutela delle Alpi Apuane. Nello stesso anno firma l'appello de Il Fatto Quotidiano a sostegno delle ragioni per il "No" per il referendum costituzionale sulla riforma Renzi-Boschi.
Nel marzo 2017 è diventato presidente di Libertà e Giustizia, succedendo a Nadia Urbinati. Il 13 aprile 2019 ha cessato il suo mandato di presidente e gli è subentrato nella carica lo storico Paul Ginsborg. Nel giugno 2017, con Anna Falcone, è stato fra i promotori dell'Alleanza Popolare per la Democrazia e l'Uguaglianza, giornalisticamente ribattezzata come «percorso del Brancaccio», dal nome dell'omonimo teatro romano dove si sono riunite 1 500 persone in occasione dell'assemblea nazionale per la formazione di una lista civica nazionale della sinistra; tale progetto è stato interrotto nel novembre 2017.
Ha scritto la prefazione al libro di Antonello Caporale su Matteo Salvini. Nel giugno 2019 un brano tratto da un suo libro è stato una delle tracce della prima prova dell'esame di maturità. In quell'occasione Montanari è stato criticato dal ministro Matteo Salvini e dallo storico dell'arte Vittorio Sgarbi per qualche suo giudizio negativo su due suoi celebri concittadini defunti (Franco Zeffirelli e Oriana Fallaci).
Il 19 ottobre 2020 il ministro Dario Franceschini ha nominato Tomaso Montanari presidente del consiglio di amministrazione e presidente della Fondazione Archivio Museo Richard Ginori della manifattura di Doccia, l'ente di diritto privato costituito il 19 dicembre 2019.
Il 28 giugno 2021 è stato eletto alla carica di rettore dell'Università per stranieri di Siena con l'87% dei voti.
Il 23 agosto 2021 si è dimesso dal Consiglio superiore dei beni culturali per protestare contro il ministro della Cultura Dario Franceschini per la nomina di Andrea De Pasquale all'Archivio Centrale dello Stato, definendolo “un non archivista che si è prestato a una aggressiva campagna neofascista, significa privare quel cruciale istituto di ogni autorevolezza scientifica, e dunque renderlo un docile strumento della politica.”
Nell'agosto del 2021 sono state richieste da diversi esponenti politici di destra le sue dimissioni da rettore ed è stato accusato di negazionismo delle foibe per un articolo scritto su Il Fatto Quotidiano, nel quale invece ha sostenuto che il Giorno del ricordo è stato uno strumento della destra italiana di «costruire una "festa" nazionale da opporre alla Giornata della Memoria e al 25 aprile, e costruire un’antinarrazione fascista che contrasti e smonti l'epopea antifascista su cui si fonda la Repubblica». Montanari in questo senso ha trovato la solidarietà dell'ANPI, degli storici Alessandro Barbero e Paolo Flores d'Arcais, e del segretario di Sinistra Italiana Nicola Fratoianni il quale ha evidenziato: «Nessun negazionismo da parte sua. Solo una legittima osservazione: una buona parte della destra Italiana usa la tragedia delle Foibe e il Giorno del ricordo per equiparare fenomeni storici e storie politiche imparagonabili», venendo tuttavia criticato nel metodo dallo storico Brunello Mantelli secondo il quale «Montanari ha fatto quello che nel gergo della Marina borbonica si chiamava "ammuina", mettendo in un sol fascio cose totalmente diverse l'una dall'altra».
Si considera un "cattolico radicale", influenzato dalle idee di don Lorenzo Milani.

## Collaborazioni giornalistiche

### Quotidiani
- Corriere Fiorentino (fino al 2013)
- Corriere del Mezzogiorno (2013-2014)
- la Repubblica (2014-2018)
- HuffPost Italia (2015-2018)
- Il Fatto Quotidiano (dal 2018)

### Riviste
- Il Venerdì di Repubblica (dal 2014)
- MicroMega (dal 2013)
- Altreconomia (dal 2016)[34]

## Opere
- Bernini pittore. Catalogo della Mostra tenuta a Roma, Palazzo Barberini, dal 19 ottobre 2007 al 20 gennaio 2008, con testi di Ann Sutherland Harris, Cinisello Balsamo (Milano), Silvana, 2007, ISBN 978-88-36-60960-4.
- A cosa serve Michelangelo?, collana Collana Le Vele, Torino, Einaudi, 2011, ISBN 978-88-062-0705-2.
- Il Barocco, collana Collana Piccola biblioteca Einaudi. Mappe. Piccola storia dell'arte, n. 3, Torino, Einaudi, 2012, ISBN 978-88-062-0341-2.
- La madre dei Caravaggio è sempre incinta, collana Collana Skira mini saggi, Milano, Skira, 2012, ISBN 978-88-57-21711-6.
- Le pietre e il popolo. Restituire ai cittadini l'arte e la storia delle città italiane, collana Collana Indi, n. 30, Roma, Minimum fax, 2013, ISBN 978-88-75-21490-6.
- Istruzioni per l'uso del futuro. Il patrimonio culturale e la democrazia che verrà, collana Collana Indi, n. 32, Roma, Minimum fax, 2014, ISBN 978-88-75-21552-1.
- Alfabeto figurativo. Trenta opere d'arte lette ai più piccoli, collana Collana Skira kids, Milano, Skira, 2014, ISBN 978-88-57-21712-3.
- Privati del patrimonio, collana Collana Vele, n. 102, Torino, Einaudi, 2015, ISBN 978-88-062-1897-3.
- La libertà di Bernini. La sovranità dell'artista e le regole del potere, collana Collana Saggi, n. 961, Torino, Einaudi, 2016, ISBN 978-88-062-0349-8.
- Cassandra muta. Intellettuali e potere nell'Italia senza verità, collana Collana I ricci, n. 23, Torino, Edizioni Gruppo Abele, 2017, ISBN 978-88-65-79168-4. - ed. aggiornata, EGA, 2022, ISBN 978-88-657-9275-9.
- Tomaso Montanari e Vincenzo Trione, Contro le mostre, collana Collana Vele, n. 130, Torino, Einaudi, 2017, ISBN 978-88-062-3404-1.
- Costituzione italiana: articolo 9, collana Collana Sfere extra, Roma, Carocci, 2018, ISBN 978-88-430-8865-2.
- Velázquez e il ritratto barocco, collana Collana Saggi, n. 979, Torino, Einaudi, 2018, ISBN 978-88-0623-649-6.
- L'ora d'arte, collana Collana Super ET, Torino, Einaudi, 2019, ISBN 978-88-062-3845-2.
- Chiese chiuse, collana Collana Vele, Torino, Einaudi, 2019, ISBN 978-88-062-4434-7.
- Perdersi in Toscana. Luoghi opere persone, Firenze, Maschietto, 2020, ISBN 978-88-639-4131-9.
- Dalla parte del torto. Per la sinistra che non c'è, collana Collana Reverse, Milano, Chiarelettere, 2020, ISBN 978-88-329-6034-1.
- Nino Criscenti e Tomaso Montanari, L'aria della libertà. l'Italia di Piero Calamandrei, Roma, Edizioni di Storia e Letteratura, 2020, ISBN 978-88-935-9213-0.
- Tomaso Montanari e Andrea Bigalli, Arte è liberazione, Torino, Edizioni Gruppo Abele, 2020, ISBN 978-88-657-9235-3.
- Patrimonio e coscienza civile. Dialogo con l'associazione «Mi Riconosci? Sono un professionista dei beni culturali», collana Collana Irruzioni, introduzione di Andrea Ranieri, Roma, Castelvecchi, 2020, ISBN 978-88-329-0186-3.
- Tomaso Montanari e Gabriele Caiona, Pietro da Cortona. Il ritratto di Mazzarino, Firenze, Edizioni Centro Di, 2020, ISBN 978-88-703-8561-8.
- Gino Famiglietti e Tomaso Montanari, A cosa serve Leonardo? La ragion di Stato e l'Uomo vitruviano, collana Collana Una scuola per il patrimonio: questioni di metodo, Scienze e Lettere, 2020, ISBN 978-88-668-7188-0.
- Eretici, Roma, Paper First, 2020, ISBN 978-88-997-8477-5.
- Capolavori fuori centro. I Cavalli di Piacenza di Francesco Mochi, a cura di Eugenio Gazzola, Milano, Skira, 2021, ISBN 978-88-572-4488-4.
- Bellezza, Collana Le api, Marotta e Cafiero, 2021, ISBN 978-88-313-7956-4.
- La seconda ora d'arte, Collana Super ET, Torino, Einaudi, 2021, ISBN 978-88-062-4724-9.
- Chiese chiuse, Collana Vele, Torino, Einaudi, 2021, ISBN 978-88-062-4434-7.
- Tomaso Montanari e Franco Marcoaldi, Il nostro volto. Cento ritratti italiani in immagini e versi, Collana Super ET, Torino, Einaudi, 2021, ISBN 978-88-062-5211-3.
- Eclissi di Costituzione. Il governo Draghi e la democrazia, Collana Reverse, Milano, Chiarelettere, 2022, ISBN 978-88-329-6495-0.
- I vinti. Il corpo nella storia dell'arte, Milano, Solferino, 2022, ISBN 978-88-282-1105-1.
- Se amore guarda. Un'educazione sentimentale al patrimonio culturale, Collana SuperET opera viva, Torino, Einaudi, 2023, ISBN 978-88-062-5282-3.
- Le statue giuste, Collana i Robinson/Letture, Roma-Bari, Laterza, 2024, ISBN 978-88-581-4985-0.
- La terza ora d'arte, Collana Super ET, Torino, Einaudi, 2024, ISBN 978-88-062-6028-6.
- Libera università, collana Vele, Torino, Einaudi, 2025, ISBN 978-88-062-6766-7.

### Curatele
- L'Età barocca. Le fonti per la Storia dell'Arte (1600-1750), collana Collana Frecce, n. 153, Roma, Carocci, 2013, ISBN 978-88-43-06592-9.
- Costituzione incompiuta. Arte, paesaggio, ambiente, collana Collana Passaggi, Torino, Einaudi, 2013, ISBN 978-88-062-1381-7.
- Francis Haskell, Mecenati e pittori. L'arte e la società italiana nell'età barocca, collana Collana Grandi Opere, traduzione di Vincenzo Borea, Torino, Einaudi, 2019, ISBN 978-88-062-4215-2. - Collana Piccola Biblioteca n.736, Einaudi, 2020, ISBN 978-88-062-4433-0.
- Franco Marcoaldi e Tomaso Montanari, Cento luoghi di-versi. Un viaggio in Italia, Roma, Treccani, 2020, ISBN 978-88-120-0871-1.

### Prefazioni e postfazioni
- Giovan Pietro Bellori, Le vite de' pittori, scultori e architetti moderni, collana Collana Piccola Biblioteca, Torino, Einaudi, 2009, ISBN 978-88-062-0023-7.
- Ilaria Agostini (a cura di), Consumo di luogo. Neoliberismo nel disegno di legge urbanistica dell'Emilia Romagna, Bologna, Pendragon, 2017.
- Paolo Pileri, 100 Parole per salvare il suolo. Piccolo dizionario urbanistico-italiano, Altreconomia, 2018.
- Tiziano Terzani, Lettere contro la guerra, Collana Reverse, Milano, Chiarelettere, 2024, ISBN 9788832966459.

## Televisione
- La libertà di Bernini, 8 puntate in onda dal 7 gennaio 2015 al 25 febbraio 2015 su Rai5.
- La vera natura di Caravaggio, 12 puntate in onda dal 16 dicembre 2016.
- I silenzi di Vermeer, 4 puntate in onda dal 21 dicembre 2018 su Rai5.
- Favole forme figure, 12 puntate raccontano altrettanti capolavori dell'arte italiana in 10 minuti dal 29 ottobre 2018.
- Velázquez. L'ombra della vita, 4 puntate in onda dall'8 febbraio 2019 su Rai5.
- Eretici.
  - prima stagione: 10 puntate raccontano altrettante vite di personaggi - Tina Anselmi, Hannah Arendt, Francesco Borromini, Piero Calamandrei, Danilo Dolci, Papa Francesco, Giorgio La Pira, Don Milani, Socrate, Paolo Veronese - dal 28 febbraio 2019.
  - seconda stagione: 10 puntate da 16 minuti raccontano le vite di Andrea Camilleri, George Orwell, Caterina da Siena, Caravaggio, Rosa Luxemburg, Francesco Romiti, Simone Weil, Carlo Levi, Lorenza Carlassare, Anita Garibaldi dal 17 luglio 2019.
  - terza stagione: 10 puntate raccontano le vite di Luis Sepúlveda, Rosa Parks, Albert Camus, Malala Yousafzai e Vincent van Gogh dal 14 ottobre 2020; Marie Curie, Giuseppe Dossetti, Virginia Woolf, Girolamo Savonarola e Artemisia Gentileschi dall’11 novembre 2020.
- Gli abissi di Tiepolo, 4 puntate: puntata di anteprima in onda il 27 marzo 2020 su Rai5; poi in onda dal 15 ottobre 2021 su Rai5. Regia di Luca Criscenti, fotografia di Francesco Lo Gullo, montaggio di Emanuele Redondi, musiche di Ginevra Nervi, sigla di Massimiliano Cecchini.